# Nová Ves (district de Plzeň-Sud)
Pour les articles homonymes, voir Nová Ves.
Nová Ves (en allemand : Neudorf) est une commune du district de Plzeň-Sud, dans la région de Plzeň, en Tchéquie. Sa population s'élevait à 285 habitants en 2022.

## Géographie
Nová Ves se trouve à 4 km au nord du centre de Dobřany, à 9 km au sud-ouest de Plzeň et à 93 km à l'ouest-sud-ouest de Prague.
La commune est limitée par Líně au nord, par Plzeň à l'est, par Dobřany au sud, et par Zbůch à l'ouest.

## Histoire
La première mention écrite de la localité date de 1591.

## Transports
Par la route, Nezdřev se trouve à 11 km de Plzeň et à 106 km de Prague. 
La commune est traversée par l'autoroute D5, qui relie Prague à la frontière avec l'Allemagne par Plzeň. L'accès le plus proche à la D5 ( 89 Sulkov) se trouve à 4,5 km du centre de Nová Ves.
L'aéroport de Plzeň-Líně, réservé aux vols intérieurs, se trouve en grande partie sur le territoire de Nová Ves).